# Trogulus falcipenis
Trogulus falcipenis is een hooiwagen uit de familie kaphooiwagens (Trogulidae).